# Altadis
Altadis S.A. è una azienda multinazionale spagnola che opera nel settore dei tabacchi. È stata quotata all'IBEX-35 (la Borsa di Madrid (ALT.MC)) fino al 25 febbraio 2008.

## Storia
È nata nel 1999 dalla fusione tra Tabacalera e Seita, rispettivamente le due aziende monopoliste di Spagna e Francia per il settore dei tabacchi. Il 7 novembre 2007 Altadis SA è stata acquistata al costo di 12,6 miliardi di euro dalla Imperial Tobacco (oggi Imperial Brands).

## Attività
Altadis produce e vende tabacco biondo, scuro, regolare e sigari.
In Europa occidentale Altadis è il terzo maggior produttore di sigarette. I suoi principali mercati sono gli Stati Uniti, la Spagna e la Francia. A Cuba ha acquisito il 49% di Habanos, società statale che produce e vende le principali marche di sigari cubani. Tra i marchi di sigarette di Altadis vi sono Ducados, Fine, Gauloises, Gitanes e Fortuna.

## Altadis in Italia
Il 30 marzo 2005 si è alleata con Autogrill per l'acquisizione della società Aldeasa (Comunicazione di Autogrill).
Il 5 ottobre 2004 ha acquisito Etinera la società per la distribuzione dei tabacchi dell'ex Ente tabacchi italiani (Comunicazione della Commissione Europea). In Italia opera attraverso Altadis Italia Srl.